# Bethany, Illinois
Bethany là một làng thuộc quận Moultrie, tiểu bang Illinois, Hoa Kỳ. Năm 2010, dân số của làng này là 1352 người.

## Dân số
Dân số qua các năm:
- Năm 2000: 1287 người.
- Năm 2010: 1352 người.